# Wrzosy (Starochęciny)
Wrzosy – przysiółek wsi Starochęciny w Polsce, położona w województwie świętokrzyskim, w powiecie kieleckim, w gminie Chęciny.
W latach 1975–1998 przysiółek administracyjnie należał do województwa kieleckiego.